# Wuji

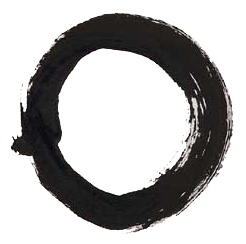
Der leere Kreis als Symbol für Wuji

Wuji oder Wújí (chinesisch 無極 / 无极) ist ein Begriff aus der chinesischen Philosophie. Er ist übersetzbar mit „Unendliches“, „Gipfel des Nichts“ oder das unbeschränkte „Nicht-Höchste“. Das Schriftzeichen wu (無 / 无,  wú) stellt eine Verneinung dar ji (極 / 极,  jí) war ursprünglich der „Dachfirst“ und nahm später die Bedeutung von „Pol, Extrem, äußerst, höchst“ an; als Verb kann es auch „erschöpfen“ oder „erreichen“ bedeuten. Wuji kann als Beschreibung eines undifferenzierten Urzustands des Universums aufgefasst werden, der reine Potentialität darstellt, noch keine voneinander unterschiedenen Objekte enthält und zugleich Ursprung aller Objekte ist. Es verweist also auf einen gestaltlosen Urgrund des Seins, zu dem alles auch wieder zurückkehrt. Wuji ist unermesslich, unbedingt, grenzenlos und unfassbar. Bei Laozi und Zhuangzi wird es als etwas, das kein Äußeres hat, erwähnt. So steht es im Sinnspruch 28  von Tao Te King in Verbindung zur Reinheit.

## Wuji als Urgrund
In seiner undifferenzierten Absolutheit ist das Nicht-Höchste zugleich die höchste Leerheit, die schon vor allem Seienden da war. Das Wu (das Nichts) geht allem Seienden (You) als metaphysische Ebene voraus, denn das Seiende nimmt seinen Anfang notwendig im Nichts. Letztlich kann alles auf das Wuji zurückgeführt werden: so etwa entstehen die fünf Wandlungsphasen Wasser, Feuer, Holz, Metall und Erde im Wandel von Yin und Yang. Yin und Yang sind eins in Taiji, dem Allerhöchsten. Dabei ist Taiji ein undifferenziertes strukturierendes Prinzip, das die Ganzheit der mannigfaltigen Dinge prägt. Das Taiji ist die Ursprungskraft aller kosmischen Manifestationen, die aus der Leerheit des Wuji hervortritt. Wuji ist dem Taiji vorangestellt. Taiji wurzelt im Wuji, dem Gipfel des Nichts.

## Wuji er Taiji
Wuji er Taiji ist der Einheitsgedanke in der ewig sich wandelnden Vielfalt, das unteilbare Eine in der sich verändernden Differenziertheit. Der Begriff wird auf das Daodejing zurückgeführt und hat eine systematisch zentrale Funktion bei Zhou Dunyi. Wuji er Taiji lässt sich übersetzen mit Wuji „und zugleich“ Taiji im Sinne einer additiven Reihung. Die Partikel „er“ kann zugleich kontrastiv mit „aber auch“ wiedergegeben werden. Von der Gabelentz übersetzte Wuji er Taiji mit: „Ohne Prinzip, dabei Urprinzip.“ Diese Gleichsetzung folgt einer Interpretation Zhu Xis, der Wuji und Taiji als zwei Aspekte des einen Li (das Absolute als Prinzip der kosmischen Ordnung, eine universale Ordnungsstruktur) betrachtet.
Das Taij hat seine Wurzel im Wuji und zugleich vereinigen sich die absolute Wahrheit des Wuji und die Essenz der beiden Urformen, aus der Yin und Yang entstehen. Wuji er Taiji ist der Ausgangspunkt des Universums. Es hat aber auch eine ethische Dimension, denn es ist zugleich der Grund für das Gute im Menschen. Auch der menschliche Geist wird durch das im Wuji wurzelnde Taiji strukturiert. Einheit und Differenz sind damit nicht nur kosmologische, sondern auch epistemologische Prinzipien. Diese Entsprechung von menschlichem Geist und dinglicher Welt ist die Voraussetzung für die höchste Erkenntnis:

„Wenn er (der Lernende) sich auf der Grundlage dessen, dass die strukturierenden Prinzipien bereits in der Erkenntnis sind, diese ausgiebig erschöpft und dabei bis zum Äußersten geht… so wird er eines Tages plötzlich vollkommene Durchdringung erfahren… wodurch die Gesamtstruktur und umfassende Funktion des menschlichen Geistes vollkommen erhellt wird.“

Auf der Ebene dieser höchsten Erkenntnis erlangt der Mensch im Konfuzianismus zugleich Zugang zu den fünf Veranlagungen wie Mitmenschlichkeit, Pflichtgefühl, Ritualität, Treue und Weisheit. In der moralischen Handlung findet der Dualismus von Einheit und Differenz jedoch im Taoismus seine Aufhebung.

## Graphische Darstellung
Die Einheit des Wuji wird traditionell durch einen leeren Kreis symbolisiert. Er deutet auf das ursprunghafte Ur-Eine. Es ist die Leerheit, aus der die Fülle der Schöpfung hervorgeht. Der Kreis als vollkommene Form steht dabei zugleich für die Absolutheit. Wuji bleibt aber ein abstrakter Begriff, wenn sich der Lernende auf dem Erkenntnisweg nicht selbst in seinem Intellekt und seinen Emotionen leer macht. Die Erfahrung des Wuji wird möglich in der Stille der Meditation.

## Im Koreanischen
Das Äquivalent zu Wuji im Koreanischen ist haneul (kor. 하늘 [hanəl], veraltend M.R. hanŭl). Dort setzt sich das Wort zusammen aus ha(na) – 하(나) = Eins – im Sinne von ungeteilt, das Ganze und neul (늘, M.R. nŭl) = immer. Zusammen also etwa: das Alles-Umfassende, Immer-Währende. Es wird auch übersetzt als Himmel oder das Göttliche. Aus diesem Urgrund haneul geht im Weiteren die Polarität eumyang (음양, M.R. ŭmyang – Yin und Yang) hervor, daraus die Fünf Wandlungsphasen o haeng (오행, M.R. o haeng) und daraus weiter die unzähligen Facetten der Wirklichkeit. An bildlichen Darstellungen von Haneul gibt es in der koreanischen Symbolik neben dem leeren Kreis auch den Punkt, zuweilen auch einen Kreis mit einem Punkt in der Mitte.